# Episodi di Holby City (ventunesima stagione)
La ventunesima stagione della serie televisiva Holby City è stata trasmessa in anteprima nel Regno Unito da BBC One tra il 2 gennaio 2019 e il 31 dicembre 2019.
| nº | Titolo originale                     | Titolo italiano | Prima TV UK       | Prima TV Italia |
| -- | ------------------------------------ | --------------- | ----------------- | --------------- |
| 1  | Everything Old is New Again          |                 | 2 gennaio 2019    |                 |
| 2  | China Crisis                         |                 | 8 gennaio 2019    |                 |
| 3  | The Burden of Proof                  |                 | 15 gennaio 2019   |                 |
| 4  | A Daring Adventure or Nothing at All |                 | 22 gennaio 2019   |                 |
| 5  | Mad as Hell                          |                 | 29 gennaio 2019   |                 |
| 6  | Force Majeure                        |                 | 5 febbraio 2019   |                 |
| 7  | Good Side                            |                 | 12 febbraio 2019  |                 |
| 8  | Never Say Never                      |                 | 19 febbraio 2019  |                 |
| 9  | Guts                                 |                 | 26 febbraio 2019  |                 |
| 10 | Powerless                            |                 | 5 marzo 2019      |                 |
| 11 | A Simple Lie (Part 1)                |                 | 19 marzo 2019     |                 |
| 12 | A Simple Lie (Part 2)                |                 | 20 marzo 2019     |                 |
| 13 | Running                              |                 | 26 marzo 2019     |                 |
| 14 | Ask No Questions                     |                 | 2 aprile 2019     |                 |
| 15 | The Family Way                       |                 | 9 aprile 2019     |                 |
| 16 | North and South                      |                 | 16 aprile 2019    |                 |
| 17 | Pleased to Meet You                  |                 | 23 aprile 2019    |                 |
| 18 | Vinegar and Honey                    |                 | 30 aprile 2019    |                 |
| 19 | Ex Marks the Spot                    |                 | 7 maggio 2019     |                 |
| 20 | The Wrong Horse                      |                 | 14 maggio 2019    |                 |
| 21 | Unredeemed                           |                 | 21 maggio 2019    |                 |
| 22 | Bloodline                            |                 | 28 maggio 2019    |                 |
| 23 | In the Right Place                   |                 | 4 giugno 2019     |                 |
| 24 | Over My Dead Body                    |                 | 11 giugno 2019    |                 |
| 25 | Pigeon                               |                 | 20 giugno 2019    |                 |
| 26 | Kiss Kiss                            |                 | 25 giugno 2019    |                 |
| 27 | Flying Solo                          |                 | 9 luglio 2019     |                 |
| 28 | Reckless                             |                 | 10 luglio 2019    |                 |
| 29 | Honeymoon                            |                 | 16 luglio 2019    |                 |
| 30 | Don't Leave Me                       |                 | 23 luglio 2019    |                 |
| 31 | Things My Mother Told Me             |                 | 30 luglio 2019    |                 |
| 32 | When Worlds Collide                  |                 | 6 agosto 2019     |                 |
| 33 | Work Life Balance                    |                 | 13 agosto 2019    |                 |
| 34 | Where Does It Hurt?                  |                 | 20 agosto 2019    |                 |
| 35 | Babysitters and Bystanders           |                 | 27 agosto 2019    |                 |
| 36 | The Perfect Storm                    |                 | 3 settembre 2019  |                 |
| 37 | Gods and Monsters                    |                 | 10 settembre 2019 |                 |
| 38 | Circle of Life                       |                 | 17 settembre 2019 |                 |
| 39 | Retreat                              |                 | 24 settembre 2019 |                 |
| 40 | Divine Justice                       |                 | 1º ottobre 2019   |                 |
| 41 | This Be The Verse                    |                 | 8 ottobre 2019    |                 |
| 42 | Hope Is a Powerful Drug              |                 | 15 ottobre 2019   |                 |
| 43 | Promise                              |                 | 22 ottobre 2019   |                 |
| 44 | Hubble Bubble                        |                 | 29 ottobre 2019   |                 |
| 45 | Remember, Remember                   |                 | 5 novembre 2019   |                 |
| 46 | Sandra's Choice                      |                 | 12 novembre 2019  |                 |
| 47 | We Are All the Stars                 |                 | 19 novembre 2019  |                 |
| 48 | Blurring the Lines                   |                 | 26 novembre 2019  |                 |
| 49 | Bell Jar                             |                 | 3 dicembre 2019   |                 |
| 50 | Kintsugi                             |                 | 10 dicembre 2019  |                 |
| 51 | Lemons                               |                 | 17 dicembre 2019  |                 |
| 52 | Be True, Be Brave, Be Kind           |                 | 19 dicembre 2019  |                 |
| 53 | Mothers and Their Daughters          |                 | 31 dicembre 2019  |                 |